# Oskar Belton

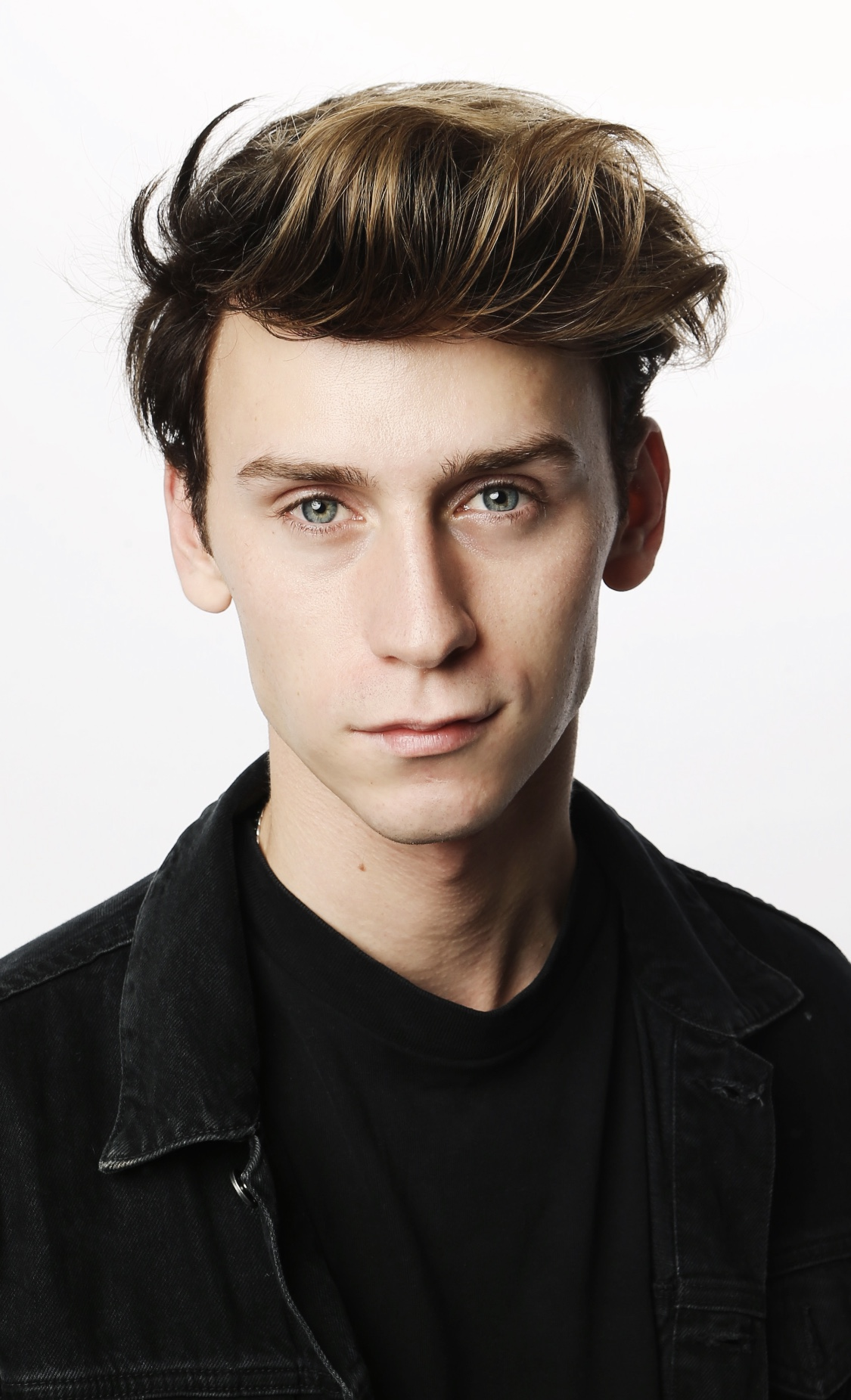
Oskar Belton

Oskar Belton (* 20. September 1999) ist ein deutscher Regisseur und Schauspieler.

## Leben
Belton wuchs gemeinsam mit drei Brüdern, darunter dem Zwillingsbruder Emil Belton, auf.
Durch das dänische Filmdrama Unter dem Sand – Das Versprechen der Freiheit, in dem er mit seinem Zwillingsbruder Emil in einer Ensemblehauptrolle vor der Kamera stand, kam Oskar Belton zu Film und Fernsehen. Der Film erhielt insgesamt 26 Preise und 20 Nominierungen. Da Angehörige der Wehrmacht in diesem Film als Opfer gezeigt werden, wurde der Film als Tabubruch empfunden. Beim International Film Festival Rotterdam und beim Robert wurde der Film mit dem Publikumspreis ausgezeichnet. Gleichzeitig wurde Unter dem Sand als Dänemarks offizieller Kandidat für einen Oscar in der Kategorie Bester fremdsprachiger Film nominiert.
Seitdem war Oskar Belton in verschiedenen Film- und Fernsehproduktionen zu sehen. Unter anderem spielte er 2016 in der norddeutschen Polizeiserie Großstadtrevier. In der ZDF- und Netflix-Serie Parfum verkörperte Oskar Belton die Figur Roman. Außerdem führt Oskar Belton zusammen mit seinem Bruder Emil Regie und spielte von 2017 bis 2020 die Hauptrolle in der YouTube-Serie Intimate.
In der 2021 erschienenen Serie Die Discounter, produziert von Pyjama Pictures und Prime Video, ist Oskar Belton gemeinsam mit seinem Zwillingsbruder Emil Belton und mit Bruno Alexander für Regie, Drehbuch und Schnitt verantwortlich.
Belton war außerdem Showrunner und Hauptdarsteller für die neue Auflage von Intimate für Joyn und ProSieben, die im März 2023 erschien.
2025 gewann Belton den "Grimme-Preis" für die Serie Player of Ibiza, bei der er Regie, Drehbuch und Schnitt übernahm.

## Filmografie
- 2015: Unter dem Sand (Kinofilm)
- 2015: Die Pfefferkörner (Fernsehserie)
- 2016: Großstadtrevier (Fernsehserie)
- 2017: Notruf Hafenkante (Fernsehserie)
- 2017: Die Bergretter (Fernsehserie)
- 2018: Parfum
- 2017–2020: Intimate (Webserie)
- 2019: Tatort: Das verschwundene Kind
- 2019: Wendezeit
- 2019: Letzte Spur Berlin (Fernsehserie)
- 2019: Das Mädchen am Strand (zweiteiliger Fernsehfilm)
- 2020: Polizeiruf 110: Söhne Rostocks
- 2021: Tod von Freunden (Miniserie)
- 2021: Der Lehrer (Staffel 9, Episode 6)
- 2021: Notruf Hafenkante (Staffel 15, Episode 19)
- 2021: In aller Freundschaft: Der Wert des Lebens (Fernsehserie)
- 2021: Alarm für Cobra 11 – Die Autobahnpolizei: Völlig schmerzfrei (Fernsehserie)
- 2021: Der Zürich-Krimi: Borchert und der verlorene Sohn
- seit 2021: Die Discounter (Fernsehserie)
- seit 2023: Intimate (Fernsehserie)
- 2023: Morden im Norden (Staffel 9, Episode 10)